# Малоугреньовська сільська рада
Малоугреньо́вська сільська рада (рос. Малоугренёвский сельский совет) — сільське поселення у складі Бійського району Алтайського краю Росії.
Адміністративний центр — село Малоугреньово.

## Населення
Населення — 3422 особи (2019; 3395 в 2010, 3202 у 2002).

## Склад
До складу сільської ради входять:
| Населений пункт     | Населення, осіб (2002) | Населення, осіб (2010) |
| ------------------- | ---------------------- | ---------------------- |
| Боровий, селище     | 533                    | 549                    |
| Малоугреньово, село | 2121                   | 2321                   |
| Пригородний, селище | 548                    | 525                    |